# 春日歩
春日 歩（かすが あゆむ）は、日本の漫画家、イラストレーター。

## 来歴
2008年、アスキー・メディアワークス主催、第15回電撃大賞、電撃イラスト大賞部門において『灼眼のシャナ』にて選考委員奨励賞を受賞。それ以降、ライトノベル作品の挿絵などを担当している。代表作に、TVアニメ化もされた水沢夢『俺、ツインテールになります。』などがある。
同社の電撃文庫MAGAZINEにてイラストが掲載されることがある。また、コナミとのタイアップによるストーリー作成型トレーディングカード「らのべ×トレカ」シリーズでも一部のカードイラストを担当している。
また、芳文社「まんがタイムきららミラク」2012年8月号より『城下町のダンデライオン』を連載、漫画家としても活動している。同作品はTVアニメ化され、2015年7月から9月まで放送された。
Pixivにユーザー登録をしており、そちらは「はるひぽ」名義である。『俺、ツインテールになります。』や『城下町のダンデライオン』のイラストが掲載されているが、基本的に非商用のアカウントとされている。アイコンのイラストは初音ミクである。

## 作品リスト

### 漫画作品
- 城下町のダンデライオン[5]（『まんがタイムきららミラク』2012年4月号 - 2017年12月号→『まんがタイムきらら』2018年1月号 - 2019年9月号→『COMIC FUZ』2020年8月7日 - 連載中）

### イラスト

#### 小説挿絵
- ご主人様は山猫姫（鷹見一幸著、電撃文庫）
- ハガネノツルギ（無嶋樹了著、HJ文庫）※2巻以降
- 彼と人喰いの日常（火海坂猫著、GA文庫）
- 明智少年のこじつけ（道端さっと著、ファミ通文庫）
- 俺、ツインテールになります。（水沢夢著、ガガガ文庫）
- 京子サクリファイスの小説講座（林トモアキ著、ザ・スニーカーWEB連載）
- 最弱無敗の神装機竜[6]（明月千里著、GA文庫）※1 - 16巻
- グランクレスト・アデプト 無色の聖女、蒼炎の剣士（夏希のたね、富士見ファンタジア文庫）
- 双神のエルヴィナ（水沢夢著、ガガガ文庫）

#### その他イラスト作品
- 僕は友達が少ない公式アンソロジーコミック3
- やはり俺の青春ラブコメはまちがっている。8巻限定版イラスト集
- トレーディングカード らのべ×トレカシリーズ
  - 俺の妹がこんなに可愛いわけがない 第1弾 - 第3弾共にカード2枚分担当
  - アクセル・ワールド 第1弾カード3枚分担当、第2弾カード2枚分担当
- 電撃文庫MAGAZINE
  - 見開きカラーイラスト 7号、9号
  - 1ページカラーイラスト 12号、13号

### 書籍

#### 漫画単行本
- 『城下町のダンデライオン』、芳文社〈まんがタイムKRコミックス〉2013年 - 、既刊8巻（2025年5月27日現在）

#### 画集
- 『春日歩イラストレーションズ』SBクリエイティブ、2014年3月15日発売[7]、ISBN 978-4-7973-7640-1